# Stallbacken, Krokoms kommun
Stallbacken är en bebyggelse i Ås distrikt (Ås socken) i Krokoms kommun i Jämtlands län. Området avgränsades fram till 2010 som en separat småort, från 2015 räknas det till tätorten Ås.  